# 차트웰

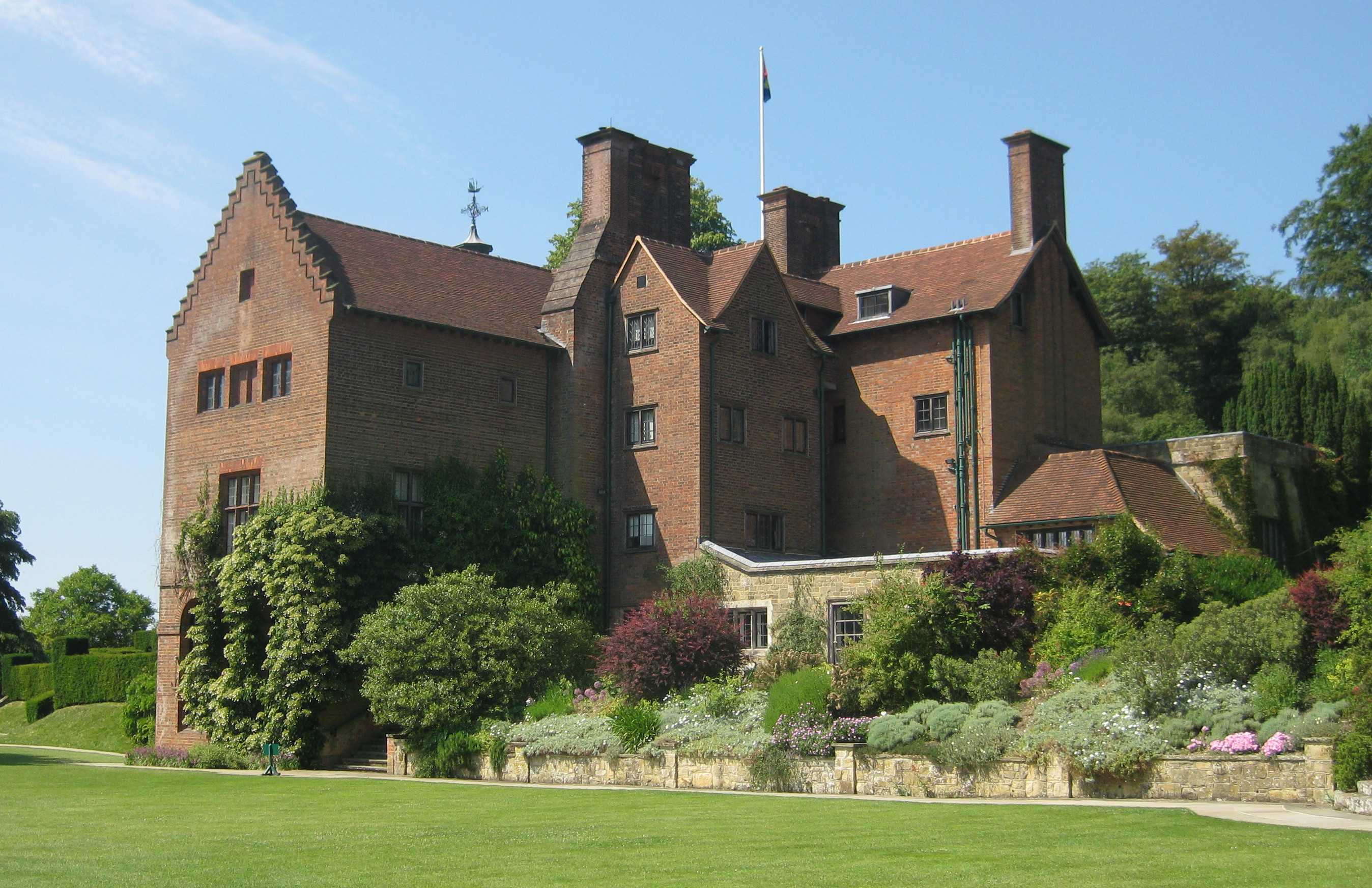
차트웰 하우스

차트웰(Chartwell)은 잉글랜드 남동부 켄트주 웨스터햄 근처에 있는 컨트리 하우스이다. 40년 넘게 이곳은 윈스턴 처칠 경의 집이었다. 그는 1922년 9월에 그 부동산을 구입하여 1965년 1월 사망하기 직전까지 그곳에서 살았다. 처칠이 공직에서 물러난 1930년대에 차트웰은 그의 세계의 중심이 되었다. 그는 식탁에 모여 독일의 재무장과 영국 정부의 유화 정책에 반대하는 캠페인을 지지할 수 있는 사람들을 모았다. 연구 중에 그는 연설을 쓰고 책을 썼다. 그의 정원에서 그는 벽을 쌓고 호수를 만들고 그림을 그렸다. 제2차 세계대전 동안 차트웰은 거의 사용되지 않았으며 처칠 가문은 1945년 선거에서 패배한 후 다시 돌아왔다. 1953년 다시 총리가 되었을 때 이 집은 처칠이 심한 뇌졸중을 앓았을 때 그의 피난처가 되었다. 1964년 10월, 그는 마지막으로 떠났고, 1965년 1월 24일 런던의 28 하이드 파크 게이트에 있는 그의 집에서 사망했다.
이 사유지의 기원은 14세기로 거슬러 올라간다. 1382년 당시 웰스트리트(Well-street)라고 불리는 부동산은 윌리엄 앳 웰(William-at-Well)의 소유였다. 다양한 소유주를 거쳐 1836년에 벽돌로 지은 저택으로 경매되었다. 1848년에 존 캠벨 콜훈(John Campbell Colquhoun)이 구입했고 그의 손자가 처칠에게 팔았다. 캠벨 콜훈은 집을 크게 확장했으며 처칠이 구입 당시 판매 광고에서는 이 집을 인상적인 저택으로 묘사했다. 1922년에서 1924년 사이에 사회 건축가 필립 틸든(Philip Tilden)이 재건축하고 확장했다. 정원 앞에서 집은 처칠이 지금까지 본 것 중 "가장 아름답고 매력적인" 켄트의 숲과 집을 구입하기로 결정한 결정적인 요인에 대한 광범위한 전망을 제공한다.
1946년 재정적 제약으로 인해 처칠이 차트웰 매각을 고려하게 되자 처칠 일가가 종신 임차권을 유지한다는 조건 하에 캠로즈 경이 이끄는 처칠의 친구들 컨소시엄이 모금한 자금으로 내셔널 트러스트에 인수되었다. 처칠이 사망한 후 처칠 여사는 집에 대한 권리를 포기했고 1966년 신탁에 의해 대중에게 공개되었다. 건축학적 장점보다는 역사적 중요성으로 인해 1등급 건물 등록 건물인 차트웰은 신탁의 가장 인기 있는 자산 중 하나가 되었다. 개관 50주년이 되는 2016년에는 232,000명이 이 집을 방문했다.

## 같이 보기
- 블레넘궁
- 처칠 박물관